# Tour du Tessin
Le Tour du Tessin est une ancienne course cycliste disputée autour de Lugano, dans le canton du Tessin en Suisse. Il a connu 20 éditions, de 1949 à 1968. Ferdi Kübler s'y est imposé à quatre reprises.

## Palmarès
| Année | Vainqueur           | Deuxième             | Troisième           |
| ----- | ------------------- | -------------------- | ------------------- |
| 1949  | Charles Guyot       | Gottfried Weilenmann | Enzo Nannini        |
| 1950  | Ferdi Kübler        | Umberto Drei         | Angelo Fumagalli    |
| 1951  | Ferdi Kübler        | Ettore Milano        | Vincenzo Rossello   |
| 1952  | Ferdi Kübler        | Giancarlo Astrua     | Arrigo Padovan      |
| 1953  | Donato Zampini      | Bruno Monti          | Marcel Huber        |
| 1954  | Ferdi Kübler        | Eugen Kamber         | Nello Sforacchi     |
| 1955  | Hugo Koblet         | Arrigo Padovan       | Roberto Falaschi    |
| 1956  | Valerio Chiarlone   | Gino Guerrini        | Giuseppe Cainero    |
| 1957  | Alfredo Sabbadin    | Germano Barale       | Jan Adriaenssens    |
| 1958  | Jan Adriaenssens    | Aldo Moser           | Fernando Brandolini |
| 1959  | Angelo Conterno     | Alfredo Sabbadin     | Giuliano Natucci    |
| 1960  | Guglielmo Garello   | Wilfried Thaler      | Giovanni Pettinati  |
| 1961  | Emile Daems         | Angelo Conterno      | Alfred Rüegg        |
| 1962  | Emile Daems         | Jos Hoevenaers       | Jos Van Bael        |
| 1963  | Guido De Rosso      | Italo Zilioli        | Emile Daems         |
| 1964  | Franco Cribiori     | Giovanni Bettinelli  | Roberto Poggiali    |
| 1965  | Italo Zilioli       | Giuseppe Fezzardi    | Luciano Galbo       |
| 1966  | Giuseppe Fezzardi   | Hans Junkermann      | Willy Spuhler       |
| 1967  | Adriano Passuello   | Franco Bitossi       | Dino Zandegù        |
| 1968  | Alberto Della Torre | Mario Anni           | Claudio Michelotto  |